# Sándor Wekerle
Dans le nom hongrois Wekerle Sándor, le nom de famille précède le prénom, mais cet article utilise l’ordre habituel en français Sándor Wekerle, où le prénom précède le nom.
Sándor Wekerle ([ˈʃaːndoɾ], [ˈvɛkɛɾlɛ]), né le 14 novembre 1848 à Mór et décédé le 16 août 1921 à Budapest, était un homme d'État hongrois. Il est ministre-président de Hongrie à trois reprises, de 1892 à 1895, de 1906 à 1910 et entre 1917 et 1918.

## Biographie
Sándor Wekerle est président du Conseil du royaume de Hongrie à trois reprises du 19 novembre 1892 au 15 janvier 1895, du 8 avril 1906 au 17 janvier 1910 et du 23 août 1917 au 29 octobre 1918, appuyé par une solide majorité parlementaire en 1892 et 1906.
En 1906, il revient au pouvoir, allié au parti de 1848, bénéficiant du soutien du souverain.

Projet fédéraliste dit « des 16 États-Unis de Grande-Autriche » formulé en 1906 et soutenu fin 1918 par l'empereur-et-roi Charles pour tenter de sauver l'Empire et sa dynastie, en surimposition sur la répartition ethnique en Autriche-Hongrie (1911).

István Tisza et Sándor Wekerle s'en tenaient, face au projet fédéraliste de Charles, à une organisation « trialiste » de la monarchie danubienne, adoptée en 1908.

En août 1917, à la suite de la démission de Móric Esterházy, ami du roi, il est rappelé au pouvoir afin de permettre au cabinet hongrois de disposer d'une majorité au parlement. 
Il reçoit pour mission de faire adopter les réformes souhaitées par le roi en Transleithanie, notamment la loi électorale, destinée à ouvrir le droit de suffrage en Hongrie. Rapidement, il doit affronter la majorité de la chambre, contrôlée par István Tisza; la chambre basse du parlement accepte la discussion sur la loi, mais enlise son adoption dans les procédures. Affaibli, soumis aux initiatives de Tisza, il soumet sa démission au roi, ce dernier la refuse, mais accepte une dissolution de la chambre basse en cas de poursuite de l'obstruction.
Pour donner des gages au parlement, il relance le débat sur la question de l'armée hongroise, écarté par Tisza pour la durée du conflit. Dans ce débat, il se heurte aux représentants de l'armée commune, de la diplomatie austro-hongroise.
Président du Conseil d'un pays engagé dans le conflit mondial, il participe aux initiatives menées par son monarques afin de mettre fin à la participation austro-hongroise dans le conflit. 
Le 15 octobre 1918, face à la défaite qui se précise et aux exigences du dixième des 14 points du président américain Woodrow Wilson, alors que la double monarchie est en cours de dissolution avancée, le roi Charles propose une réforme fédéraliste de la double monarchie à seize composantes, axée sur le respect des droits des peuples au sein de l'Empire. Encore Président du Conseil, Werkele se montre d'une inflexibilité absolue dans son opposition à la réforme proposée par Charles pour sauvegarder l'existence de la monarchie des Habsbourg. Werkele menace même de fermer la frontière entre le royaume de Hongrie et l'empire d'Autriche, ce qui aurait réduit les villes autrichiennes à la famine. En proposant que la Bosnie-Herzégovine soit le seul territoire de l'« État slave du Sud » au sein de la monarchie danubienne (« projet trialiste »), il vide les projets fédéralistes de l'empereur-roi de leur contenu et s'en tient à une simple officialisation de l'organisation territoriale en place depuis 1908. Le 15 octobre 1918, à l'issue du dernier conseil des ministres de la double monarchie, il obtient ainsi que la Hongrie ne soit pas concernée par le manifeste de l'empereur-roi.
Enfin, président du conseil encore en exercice, il affirme que le changement de nature de l'empire d'Autriche remet en cause les liens établis depuis 1867, il dénonce le compromis de 1917 et il proclame, dans un discours le 20 octobre 1918, l'indépendance de fait du royaume de Hongrie dans ses frontières de 1867, en définissant les liens entre les deux moitiés de la double monarchie comme une simple union personnelle,.
Le 24 octobre, sous la pression des manifestations en faveur de Mihály Károlyi, il démissionne, inaugurant une vacance du pouvoir dans le royaume.